# Charlotte Kady

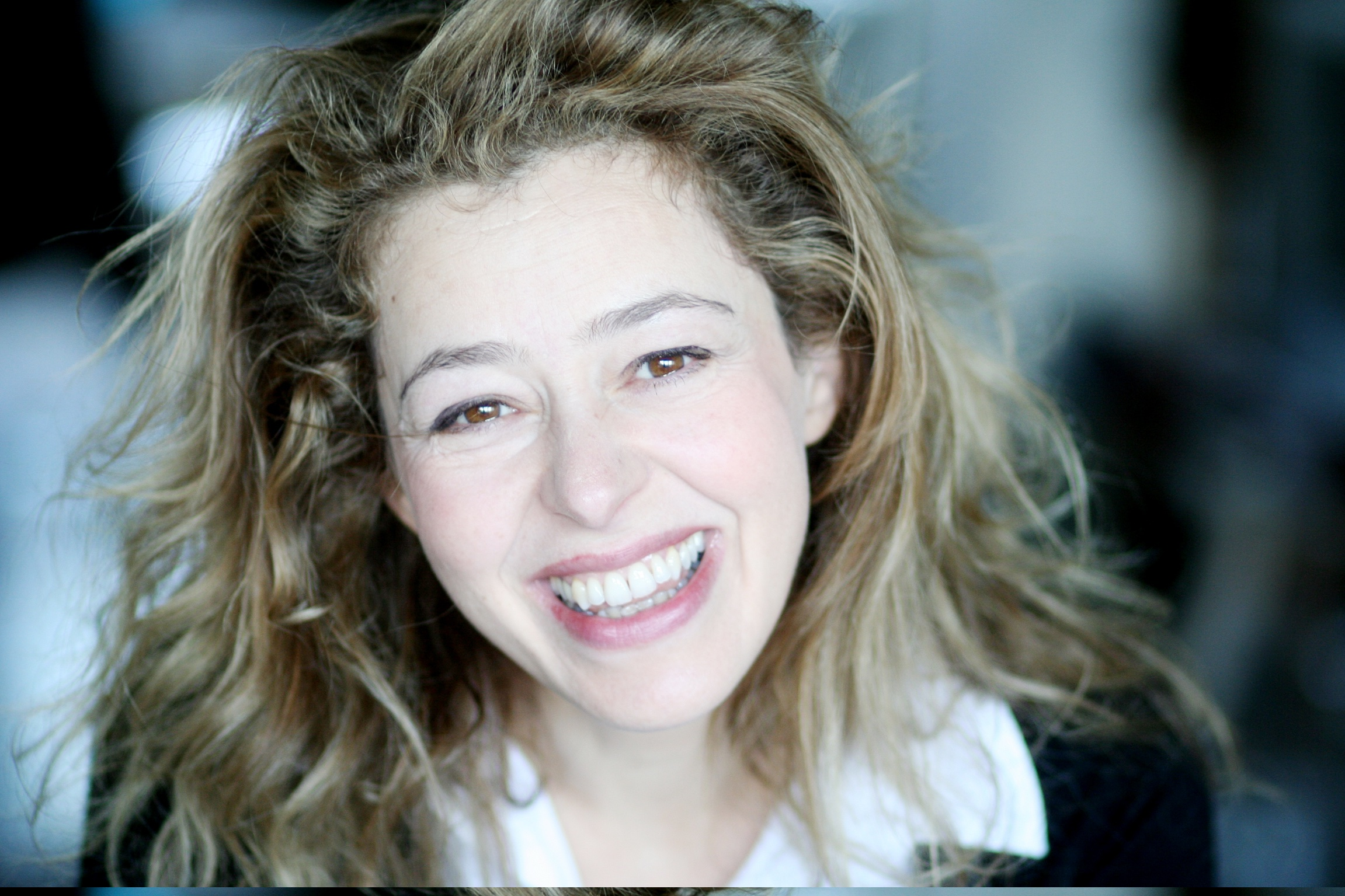
Charlotte Kady

Charlotte Kady (* 25. Juni 1962 in Lyon) ist eine französische Schauspielerin und Moderatorin.

## Leben
Kady studierte am Cours Simon. Ab 1983 wurde sie als Film- und Theater-Schauspielerin tätig sowie als Moderatorin für Jugendsendungen bei France 2. Beim César 1993 war sie als Beste Nachwuchsdarstellerin für Auf offener Straße nominiert. 1994 spielte sie in D’Artagnans Tochter als „Eglantine de Rochefort“ mit. Ab 1998 wurde sie überwiegend in Fernsehfilmen und Serien präsent. Insgesamt wirkte sie in mehr als 50 Produktionen mit.
2005 brachte sie mit 43 Jahren einen Sohn zur Welt.

## Filmographie (Auswahl)
- 1983: Y a-t-il un pirate sur l’antenne ?
- 1984: Teuflische Umarmung (L’Année des méduses)
- 1989: Le Retour d’Arsène Lupin (Fernsehserie, 1 Folge)
- 1989: Das Leben und nichts anderes (La Vie et rien d’autre)
- 1990: Daddy nostalgie
- 1991: Money
- 1992: Auf offener Straße (L.627)
- 1994: D’Artagnans Tochter (La Fille de d’Artagnan)
- 1996: Notre homme
- 1996: Terre indigo (Fernsehserie, 8 Folgen)
- 1996: Fantôme avec chauffeur
- 1997: Das Leben ist ein Chanson (On connaît la chanson)
- 1997: Une femme très très très amoureuse
- 1997: Tarot
- 1997: L’Amour dans le désordre
- 1998: La Famille Sapajou – le retour
- 1998–2003: La Kiné (Fernsehserie, 10 Folgen)
- 1998: Un camion pour deux
- 1999: Au bain... mari !
- 1999: Sapajou contre Sapajou
- 2001: Méditerranée (Fernsehserie, 4 Folgen)
- 2001: Mon père, il m’a sauvé la vie
- 2002: Der Passierschein (Laissez-passer)
- 2002: L’Été rouge (Fernsehserie, 5 Folgen)
- 2003: Le Roman de Georgette
- 2003: Qu’elle est belle la quarantaine !
- 2006: Chassé croisé amoureux
- 2006: Le Vrai Coupable
- 2010: Alice Nevers, le juge est une femme (Fernsehserie, 1 Folge)
- 2010: Crime Scene Riviera (Section de recherches, Fernsehserie, 1 Folge)
- 2010: Contes et nouvelles du XIXe siècle (Fernsehserie, 1 Folge)
- 2011: Camping Paradis (Fernsehserie, 1 Folge)
- 2015: Le Vagabond de la Baie de Somme
- 2015: Commissaire Magellan (Fernsehserie, 1 Folge)
- 2016: Crime à Martigues

## Auszeichnungen
- 1993: Nominierung für den César als beste Nachwuchsdarstellerin für den Film L.627 von Bertrand Tavernier
- 1993: Preis der SACD Suzanne Bianchetti als Entdeckung für L.627
- 2000: Preis beim Fernsehfestival von Monaco für La Kiné
- 2002: Preis als Schauspielerin des Jahres beim Internationalen Fernsehfestival von Luchon
- 2003: Gewinnerin der Trophäe Femme en Or in der Kategorie Fernsehschauspielerin